# Microweisea micula
Microweisea micula – gatunek chrząszcza z rodziny biedronkowatych i podrodziny Microweiseinae. Występuje endemicznie w południowych Stanach Zjednoczonych.

## Taksonomia
Gatunek ten opisany został po raz pierwszy w 1985 roku przez Roberta Gordona na łamach „Journal of the New York Entomological Society” pod nazwą Gnathoweisea micula. Jako miejsce typowe wskazano Deming w stanie Nowy Meksyk. Epitet gatunkowy oznacza po łacinie „okruszek” i nawiązuje do niewielkich rozmiarów owada. W 2012 roku rodzaj Gnathoweisea zsynonimizowany został z Microweisea przez Hermesa Escalonę i Adama Ślipińskiego.

## Morfologia
Chrząszcz o podługowato-owalnym, wyraźnie wysklepionym ciele długości około 1,1 mm i szerokości około 0,8 mm. Wierzch ciała porośnięty jest rozproszonymi, krótkimi włoskami, jasnobrązowy z lekko przyciemnionymi głową i przedpleczem. Głowa jest błyszcząca, lekko skórzasta, niepunktowana, silnie wydłużona, ale krótsza niż u M. ferox. Czułki zbudowane są z dziesięciu członów, z których trzy ostatnie formują zwartą buławkę. Ostatni człon głaszczków szczękowych jest wąsko-stożkowaty. Warga dolna ma zredukowany do żeberka podbródek, długą i wąską bródkę, szerszy od niej przedbródek, szeroko zaokrąglony języczek oraz wąsko odseparowane głaszczki wargowe. Przedplecze jest poprzeczne, nieco błyszczące, lekko skórzaste, pokryte drobnymi, niewyraźnymi punktami rozstawionymi na odległości mniejsze niż dwukrotność ich średnic. Kąty przednio-boczne przedplecza mają ukośne linie. Kształt tarczki jest trójkątny. Pokrywy są błyszczące, pokryte drobnymi, słabo wgłębionymi punktami rozstawionymi na odległości równe od jednej do trzech ich średnic. Skrzydła tylnej pary są normalnie wykształcone. Odnóża są jasnobrązowo ubarwione, zakończone trójczłonowymi stopami o niezmodyfikowanych pazurkach. Spód ciała jest nieco ciemniej brązowy od wierzchu. Przedpiersie wypuszcza ku przodowi zasłaniający narządy gębowe płat. Przednia krawędź śródpiersia jest płaska. Boki zapiersia i spód odwłoka są skórzaste. Odwłok ma sześć widocznych na spodzie sternitów (wentrytów). Samica ma spermatekę w kształcie bulwy z wydłużonym szczytem oraz zaopatrzoną w długie, rurkowate infundibulum torebkę kopulacyjną.

## Rozprzestrzenienie
Owad nearktyczny, endemiczny dla południowych Stanów Zjednoczonych, znany z północnej Arizony i zachodniego Nowego Meksyku.